# Григорий Пельшемский
Григорий Пельшемский (Григорий Вологодский; 1350-е, Галич — после 1449) — основатель Пельшемского монастыря. На Макарьевском соборе 1549 года канонизирован в лике преподобных, память совершается (по юлианскому календарю): 23 января (Собор Костромских святых) 30 сентября и в 3-ю неделю по Пятидесятнице (Собор Вологодских святых).

## Жизнеописание
Происходил из рода галичских бояр Лопотовых: «от славных родитель болярска роду, иже многым богатством и славою живущим, и от князь почтени». В житиях сообщается, что в 15 лет родители хотели сочетать его браком, но скончались, не успев исполнить замысла. Похоронив их, Григорий оставил имение, доставшиеся ему по наследству, и принял постриг в Богородице-Рождественском монастыре близ Галичского озера. В Минейной редакции утверждается, что его уход в монастырь состоялся ещё при жизни родителей и никак не был связан с предстоящей женитьбой. 
Через некоторое время он был рукоположён во иеромонаха и стал игуменом Рождество-Богородицкого монастыря, располагавшегося в 11 верстах к северо-востоку от Галича.
Тяготясь славой, Григорий оставил этот монастырь и пошёл в Ростов на поклонение местным святыням. Там он остался в Авраамиевом монастыре, а позднее стал архимандритом Спасского монастыря на Песках. Два года он управлял монастырём, а затем ночью тайно покинул Ростов и пришёл к преподобному Дионисию Глушицкому и стал его учеником.
Через некоторое время Григорий испросил у преподобного Дионисия благословение на уход из пустыни ради совершенного отшельничества и пришёл на берега реки Пельшмы, где поставил себе келью. Вскоре к Григорию присоединился священник Алексий, которого он постриг в монашество с именем Александр и который позже стал вторым игуменом созданного здесь монастыря, благословение на строительство которого Григорий получил от ростовского епископа Ефрема. В 1426 году им была построена церковь в честь Собора Пресвятой Богородицы. Обитель Григория стала известна и он получил всеобщее уважение. 
Скончался Григорий 30 сентября. Филарет (Гумилевский), Н. П. Барсуков и Е. Е. Голубинский годом смерти называют 1441-й, Леонид (Кавелин), И. Мартинов и Г. В. Маркелов — 1442. Однако имеются сведения, что в ходе осады Вологды войсками князя Димитрия Юрьевича Шемяки зимой 1449/50 г. Григорий вступился за вологжан, за что по приказу князя был сброшен с «помоста».
По переписной книге Пельшемского монастыря 1667 года, в нём существовала церковь во имя Григория, в которой находились мощи святого. В 1683 году церковь была уничтожена пожаром и над могилой Григория возвели часовню.
В 1706 году её заменили деревянным храмом, освящённым во имя преподобного Григория, в котором мощи продолжали находиться под спудом. В 1810 году над ними поставили раку, в которую поместили железные вериги святого.
В 1833 году деревянную постройку заменили каменной. В 1926 году Пельшемский монастырь был закрыт. Храм, в котором хранились мощи преподобного, в настоящее время находится в руинах, мощи не обретены и покоятся под спудом.